# Ťin Jung
Ťin Jung (čínsky pchin-jinem Jīn Yōng, znaky 金庸, vlastním jménem Louis Cha Leung-yung, čínsky znaky 查良鏞, 10. března 1924 – 30. října 2018) byl čínský spisovatel, esejista, novinář a univerzitní profesor. Popularitu si získal svými novelami a romány žánru wu-sia, které napsal mezi lety 1955 a 1972. V době své smrti byl nejlépe prodávaným čínským autorem, prodalo se více než 100 milionů kopií jeho děl.

## Osobní život
Narodil se v roce 1924 ve městě Chaj-ning (provincie Če-ťiang) jako druhé ze sedmi dětí. Jeho otec Ča Šu-čching byl uvězněn a popraven komunisty za údajnou kontrarevoluci v 50. letech 20. století a později v 80. letech posmrtně prohlášen za nevinného. Ťin Jung začal studovat v roce 1937 střední školu v Ťia-singu, ale v roce 1941 byl vyloučen, protože otevřeně kritizoval Čankajšekovu nacionalistickou vládu, kterou nazýval autokratickou. Později studia dokončil na Quzhou No. 1 Secondary School v roce 1943. V roce 1959 spoluzaložil hongkongský deník Ming Pao a pracoval jako jeho šéfredaktor. Svůj poslední wu-sia román dokončil v roce 1972, poté oficiálně ukončil svou spisovatelskou kariéru a věnoval se přepracovávání již vydaných děl- první úplné revidované vydání vyšlo v roce 1979.
Jeho romány si získaly velkou oblibu v čínsky mluvících oblastech (Hongkong, Tchaj-wan, Čína) a staly se předlohou pro filmy, televizní pořady a rozhlasové hry- například podle románu The Smiling, Proud Wanderer vznikla filmová trilogie The Swordsman (1990), Swordsman II (1992) a The East Is Red (1993).
V roce 2010 získal doktorát na univerzitě v Cambridgi (Asijská studia), v roce 2013 získal doktorát na univerzitě v Pekingu (Čínská literatura).
Během svého života se třikrát oženil a měl dva syny a dvě dcery.
Zemřel v Hongkongu v roce 2018 ve věku 94 let.

## Dílo
Mezi lety 1955 a 1972 napsal celkem patnáct novel a románů. Původně byly publikovány na pokračování v novinách, nejčastěji v Ming Pao, později byly vydávány knižně. Mezi lety 1970 a 1980 Ťin Jung všechna svá díla přepracoval a některé události a postavy úplně vypustil. Mezi lety 1996 až 2006 provedl Ťin Jung druhou revizi.
| Anglický název                         | Čínský název | Datum vydání |
| -------------------------------------- | ------------ | ------------ |
| The Book and the Sword                 | 書劍恩仇錄   | 1955–1956    |
| Sword Stained with Royal Blood         | 碧血劍       | 1956         |
| The Legend of the Condor Heroes        | 射鵰英雄傳   | 1957–1959    |
| Fox Volant of the Snowy Mountain       | 雪山飛狐     | 1959         |
| The Return of the Condor Heroes        | 神鵰俠侶     | 1959–1961    |
| The Young Flying Fox                   | 飛狐外傳     | 1960–1962    |
| White Horse Neighs in the Western Wind | 白馬嘯西風   | 1961–1962    |
| Blade-dance of the Two Lovers          | 鴛鴦刀       | 1961         |
| The Heavenly Sword and Dragon Saber    | 倚天屠龍記   | 1961–1963    |
| A Deadly Secret                        | 連城訣       | 1964–1965    |
| Demi-Gods and Semi-Devils              | 天龍八部     | 1963–1966    |
| Ode to Gallantry                       | 俠客行       | 1966–1967    |
| The Smiling, Proud Wanderer            | 笑傲江湖     | 1967–1969    |
| The Deer and the Cauldron              | 鹿鼎記       | 1969–1972    |
| Sword of the Yue Maiden                | 越女劍       | 1970         |

V době kulturní revoluce byly jeho knihy v pevninské Číně zakázány.